# ヒ化アルミニウム
ヒ化アルミニウム（ヒかアルミニウム、英: aluminium arsenide）は、化学式 AlAs で表される、アルミニウムのヒ化物である。主に半導体材料として用いられる。格子定数はヒ化ガリウムやヒ化アルミニウムガリウムと同じであり、バンドギャップはヒ化ガリウムより広い。

## 物理的性質
- 熱膨張係数 5 µm/(℃*m)
- デバイ温度 417 K
- 硬度 5.0 GPa (負荷50g)